# Clara de Rimini
Clara de Rimini, ou Chiara Agolanti, nasceu em Rimini, em 1282, e lá morreu a 10 de fevereiro de 1346.

## Vida
Chiara Agolanti nasceu numa família rica, na cidade de Rimini. Casada com uma tenra idade, foi exilada após a morte de seu marido. Depois do seu regresso, Chiara testemunhou o enforcamento do seu pai e do seu irmão, por parte de uma fação política rival. Ela casou e viveu uma vida de prazer e da dissipação.
De acordo com Stephen Donovan, um dia, quando tinha trinta e quatro anos, Chiara participou de Missa na igreja dos Franciscanos. Durante a missa ela ouviu uma voz misteriosa, que lhe ordenava que dissesse um Pai Nosso e uma Ave-Maria pelo menos uma vez com fervor e atenção. Clara obedeceu à ordem, não sabendo de onde veio, e, em seguida, começou a refletir sobre sua vida.
Ela decidiu entrar para a Ordem Terceira de São Francisco, e tornou-se um modelo de todas as virtudes, especialmente, de caridade para com os necessitados e aflitos. Clara abandonou a sua vida de luxo e estabeleceu um convento para um grupo de mulheres sob sua direção. Quando as Irmãs Pobres foram obrigadas a deixar o Regno, devido às predominantes guerras, foi, principalmente, através de todos os esforços de Clara de que foram capazes de obter um convento e meios de sustento em Rimini.
Mais tarde, a própria Clara, entrou na ordem das Irmãs Pobres, como freira, juntamente com várias outras mulheres piedosas, e tornou-se superiora do convento de Nossa Senhora dos Anjos, em Rimini. Acredita-se que ela terá realizado numerosos milagres e que no final de sua vida terá sido favorecida com o dom da contemplação. O seu corpo está agora na catedral da cidade de Rimini.
Em 1784, o culto da bem-aventurada Clara foi aprovada pelo Papa Pio VI, que permitiu que a sua festa seja celebrada na cidade e Diocese de Rimini, a 10 de fevereiro.

## Crítica
Em 1751, Giuseppe Garampi foi nomeado Prefeito dos Arquivos do Vaticano. Ele publicou uma obra anónima do século XIV, Vita de Clara de Rimini, que serviu como base para as subsequentes biografias. Através da utilização de cuidado filológico e análise histórica, Giuseppe disputou que Clara tinha sido uma Franciscana terciária e, mais tarde, uma das Clarissas Pobres. Ele também argumentou contra ela ter fundado o mosteiro de Santa Maria degli Angeli, em Rimini. Garampi descreveu-a como sendo semelhante a um Beguine, e era uma leiga devota que se vestia com um hábito religioso e praticava a pobreza e penitência, mas nunca realizou votos ou esteve sob uma regra. Com os detalhes da sua vita disputada, a promoção da sua  canonização terminou.